# Championnat de Thaïlande de football 1997
Navigation
Saison précédente Saison suivante
La saison 1997 du Championnat de Thaïlande de football est la 2e édition du championnat de première division en Thaïlande. Les douze meilleurs clubs du pays sont regroupés au sein d'une poule unique, la Thailand Soccer League, où ils s'affrontent deux fois au cours de la saison, à domicile et à l'extérieur. En fin de saison, le dernier du classement est relégué tandis que l'avant-dernier dispute un barrage de promotion-relégation face au 2e de deuxième division.
C'est le club de Royal Thai Air Force FC qui remporte le championnat cette saison, après avoir terminé en tête du classement final, à égalité de points mais un meilleur goal-average que Sinthana FC. Le tenant du titre, Bangkok Bank FC complète le podium, à quatre points du duo de tête. C'est le tout premier titre de champion de Thaïlande de l'histoire du club.
Le vainqueur du championnat obtient son billet pour la prochaine Ligue des champions de l'AFC tandis que le vainqueur de la Coupe de Thaïlande accède à la Coupe des Coupes.

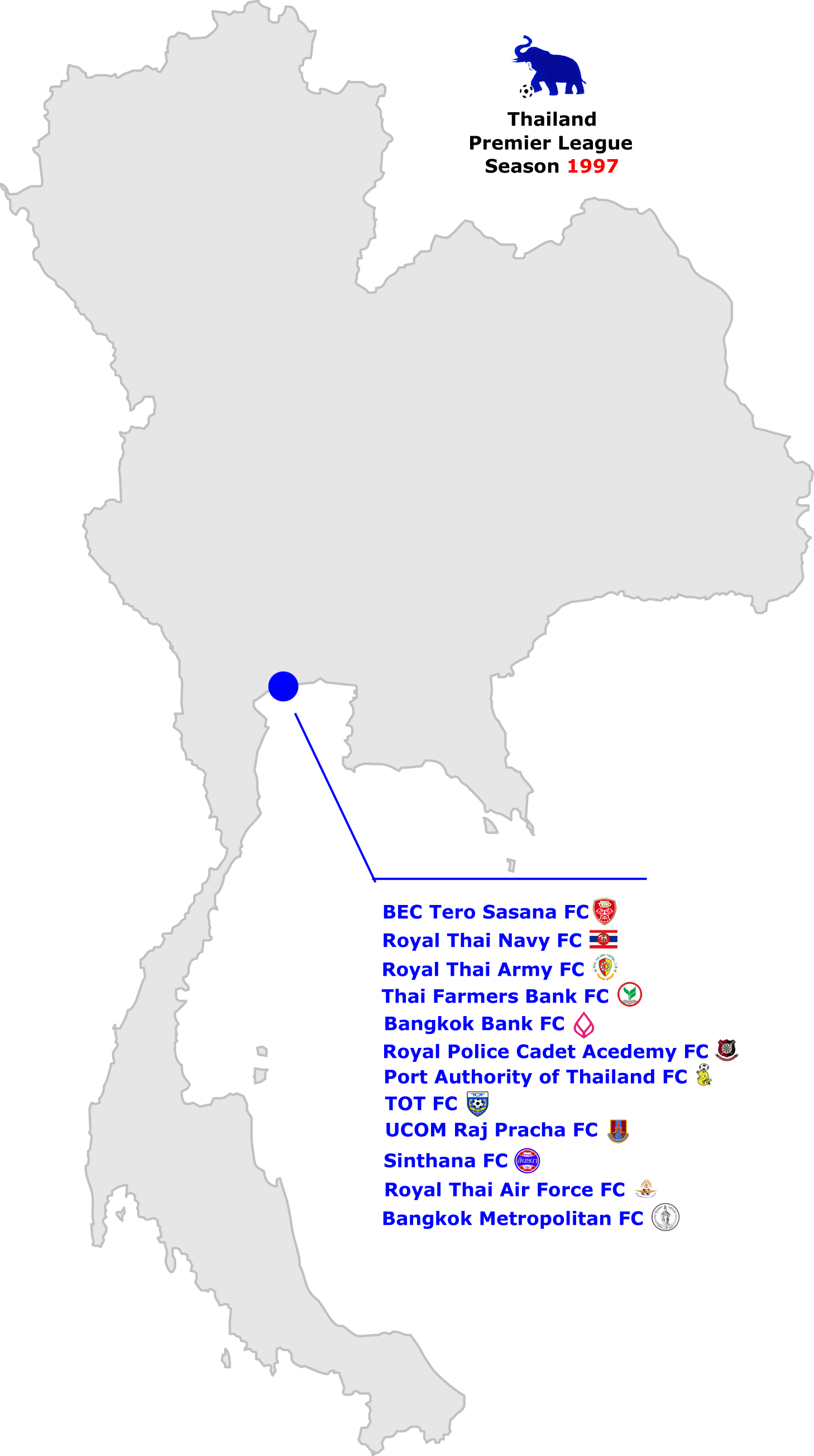
Carte des sites de la compétition 1997 : toutes les équipes sont basées à Bangkok.

## Les 12 clubs participants
| - Bangkok Bank FC - Port Authority of Thailand FC - UCOM Raj Pracha - Royal Thai Air Force FC - Royal Thai Army FC - Royal Thai Navy FC | - Royal Thai Police FC - Tero Sasana - Sinthana FC - Bangkok Metro - Thai Farmers Bank - TOT FC |

## Compétition

### Classement
Le barème utilisé pour établir le classement est le suivant :
- Victoire : 3 points
- Match nul : 1 point
- Défaite : 0 point

| Rang | Équipe                     | Pts | J  | G  | N  | P  | Bp | Bc | Diff |
| ---- | -------------------------- | --- | -- | -- | -- | -- | -- | -- | ---- |
| 1    | Royal Thai Air Force FC -3 | 42  | 22 | 14 | 3  | 5  | 45 | 23 | +22  |
| 2    | Sinthana FC (C)            | 42  | 22 | 13 | 3  | 6  | 32 | 25 | +7   |
| 3    | Bangkok Bank FC (T)        | 38  | 22 | 11 | 5  | 6  | 34 | 23 | +11  |
| 4    | Port Authority             | 32  | 22 | 9  | 5  | 8  | 36 | 35 | +1   |
| 5    | Singha Tero Sasana         | 31  | 22 | 8  | 7  | 7  | 32 | 26 | +6   |
| 6    | Thai Farmers Bank          | 30  | 22 | 7  | 9  | 6  | 31 | 31 | 0    |
| 7    | Bangkok Metro              | 29  | 22 | 8  | 5  | 9  | 22 | 21 | +1   |
| 8    | TOT FC                     | 29  | 22 | 8  | 5  | 9  | 32 | 33 | -1   |
| 9    | Royal Thai Army FC         | 25  | 22 | 7  | 4  | 11 | 31 | 45 | -14  |
| 10   | UCOM Raj Pracha            | 24  | 22 | 6  | 6  | 10 | 26 | 32 | -6   |
| 11   | Royal Thai Police FC       | 22  | 22 | 4  | 10 | 8  | 19 | 25 | -6   |
| 12   | Royal Thai Navy FC         | 15  | 22 | 3  | 6  | 13 | 20 | 41 | -21  |

|  | Champion de Thaïlande 1997                                                       |
|  | Qualification pour la Ligue des champions 1998-1999                              |
|  | Qualification pour la Coupe des Coupes 1998-1999                                 |
|  | Participation au barrage de promotion-relégation                                 |
|  | Relégation directe en deuxième division                                          |
|  | (T) : Tenant du titre (C) : Vainqueur de la Coupe de Thaïlande (P) : Promu de D2 |

- Royal Thai Air Force FC reçoit une pénalité de 3 points pour avoir refusé de disputer son match face au Sinthana FC.

### Barrage de promotion-relégation
| Équipe 1            | Résultat | Équipe 2             |
| ------------------- | -------- | -------------------- |
| Osotsapa M-150 (D2) | 1 - 0    | Royal Thai Police FC |

## Bilan de la saison
| Championnat de Thaïlande de football 1997-1998                        |                                     |
| Champion                                                              | Royal Thai Air Force FC (1er titre) |
| Coupes et trophées                                                    |                                     |
| Vainqueur de la Coupe de Thaïlande 1997-1998                          | Sinthana FC                         |
| Qualifications continentales                                          |                                     |
| Ligue des champions 1998-1999                                         | Tero Sasana                         |
| Coupe des Coupes 1998-1999                                            | Sinthana FC                         |
| Promotions et relégations                                             |                                     |
| Promus en Thailand Soccer League                                      | Osotsapa M-150                      |
| Promus en Thailand Soccer League                                      | Krung Thai Bank FC                  |
| Relégués en Championnat de Thaïlande de football de deuxième division | Royal Thai Police FC                |
| Relégués en Championnat de Thaïlande de football de deuxième division | Royal Thai Navy FC                  |